# Josef Mánek
Josef Mánek (17. září 1886 Horní Sytová – 19. března 1972 Praha) byl československý generál, příslušník Československých legií.

## Život
Narodil se v Horní Sytové. V Liberci vystudoval vyšší průmyslovou školu, pak pracoval jako technický úředník. V první světové válce byl zařazen k 74. pěšímu pluku rakousko-uherské armády. Začátkem války (v roce 1914) padl v Srbsku do zajetí, kde v říjnu 1915 vstoupil v hodnosti podporučíka do srbské legie, zařazené do Sumadijevské divize srbské armády, později byl převelen k 8. pěšímu srbskému pluku a v únoru 1918 k 22. československému střeleckému pluku, působícímu ve Francii. V československý legiích získal hodnost majora. Po 1. světové válce sloužil v různých velitelských funkcích v československé armádě, kde v roce 1929 získal hodnost brigádního generála a v roce 1936 hodnost divizního generála. Během 2. světové války se zapojil do domácího odboje a v roce 1945 do květnového povstání.
Umřel v Praze dne 19. března 1972 a je pohřben na Vyšehradském hřbitově v Praze.

## Vyznamenání
- srbská Medaile za vojenské zásluhy (srbsky Медаља за Војничке врлине)
- Croix de guerre 1914-1918
- srbská zlatá Medaile Miloše Obiliće za chrabrost (srbsky Медаља за храброст Милош Обилић)
- Československý válečný kříž 1914–1918
- Československá revoluční medaile
- Československá medaile Vítězství
- rytíř Řádu čestné legie (1923)
- Pamětní válečná medaile 1914–1918
- rytíř srbského Řádu bílého orla (1924)
- velkodůstojník Řádu rumunské koruny (1936)[2]